# Babuškinskij
Il quartiere Babuškinskij (in russo Бабушкинский район?) è un quartiere di Mosca sito nel Distretto Nord-orientale.
Nel 1960, con la costruzione dell'MKAD, il comune di Babuškinskij viene incluso nel territorio di Mosca. Il quartiere così nato ha subito una frammentazione con la riforma del 1991, che ha scorporato gli attuali quartieri di Jaroslavskij (a est), Sviblovo (a sud) e Losinoostrovskij (a nord). Nei decenni tra il 1970 e il 1990 si è assistito a una consistente urbanizzazione dell'area.
La storia del quartiere è legata anche alla vita dell'Eroe dell'Unione Sovietica Evgenija Maksimonva Rudneva; le è dedicata una via del quartiere in cui vi è un monumento agli aviatori.

## Storia

### Simboli
La bandiera, approvata il 9 marzo 2004, è di forma rettangolare con un rapporto di 2:3.
Al centro di uno sfondo blu si trova una fascia formata da foglie di quercia e alloro dorate divergenti dal centro.
Nella parte superiore della bandiera c'è l'immagine di un aereo anfibio Shavrov Sh-2 bianco, mentre nella parte inferiore è rappresentato un cippo di confine di colore rosso e verde. Su di esso si trova un martello, rivolto verso il basso e una spada, entrambi bianchi e posti in decusse.
L'aereo ricorda l'aviatore Mikhail Babushkin (1893–1938) da cui la località prende il nome. Babushkin prese parte alle ricerche della spedizione Nobile nel 1928, e il 21 maggio 1937 effettuò per la prima volta al mondo un atterraggio aereo al Polo Nord.
Il segnale di confine simboleggia l'Istituto militare di Mosca della Guardia di frontiera della Federazione russa.
La spada simboleggia le unità militari, le istituzioni scientifiche militari ed educative, inclusa la Scuola militare "Suvorov" di Mosca. Il martello ricorda la presenza sul territorio di una serie di grandi attività industriali.
Le foglie di quercia e alloro simboleggiano il valore militare e del lavoro.